# Sant Julian de Moleta
Saint-Julien-Molin-Molette és un municipi francès situat al departament del Loira i a la regió d'Alvèrnia-Roine-Alps. L'any 2007 tenia 1.193 habitants.

## Demografia

### Població
El 2007 la població de fet de Saint-Julien-Molin-Molette era de 1.193 persones. Hi havia 468 famílies de les quals 159 eren unipersonals (57 homes vivint sols i 102 dones vivint soles), 135 parelles sense fills, 146 parelles amb fills i 28 famílies monoparentals amb fills.
La població ha evolucionat segons el següent gràfic:
Habitants censats

### Habitatges
El 2007 hi havia 656 habitatges, 488 eren l'habitatge principal de la família, 95 eren segones residències i 73 estaven desocupats. 472 eren cases i 161 eren apartaments. Dels 488 habitatges principals, 332 estaven ocupats pels seus propietaris, 148 estaven llogats i ocupats pels llogaters i 8 estaven cedits a títol gratuït; 5 tenien una cambra, 29 en tenien dues, 108 en tenien tres, 154 en tenien quatre i 191 en tenien cinc o més. 267 habitatges disposaven pel capbaix d'una plaça de pàrquing. A 223 habitatges hi havia un automòbil i a 191 n'hi havia dos o més.

### Piràmide de població
La piràmide de població per edats i sexe el 2009 era:
| Homes | Edats   | Dones |
| ----- | ------- | ----- |
| 0     | 95 o +  | 12    |
| 8     | 90 a 94 | 20    |
| 4     | 85 a 89 | 20    |
| 12    | 80 a 84 | 20    |
| 28    | 75 a 79 | 56    |
| 28    | 70 a 74 | 36    |
| 12    | 65 a 69 | 16    |
| 32    | 60 a 64 | 24    |
| 40    | 55 a 59 | 32    |
| 36    | 50 a 54 | 36    |
| 40    | 45 a 49 | 20    |
| 32    | 40 a 44 | 68    |
| 44    | 35 a 39 | 20    |
| 48    | 30 a 34 | 48    |
| 40    | 25 a 29 | 32    |
| 16    | 20 a 24 | 36    |
| 32    | 15 a 19 | 24    |
| 16    | 10 a 14 | 20    |
| 48    | 5 a 9   | 40    |
| 40    | 0 a 4   | 16    |

## Economia
El 2007 la població en edat de treballar era de 714 persones, 508 eren actives i 206 eren inactives. De les 508 persones actives 449 estaven ocupades (244 homes i 205 dones) i 58 estaven aturades (25 homes i 33 dones). De les 206 persones inactives 88 estaven jubilades, 41 estaven estudiant i 77 estaven classificades com a «altres inactius».

### Ingressos
El 2009 a Saint-Julien-Molin-Molette hi havia 504 unitats fiscals que integraven 1.118 persones, la mediana anual d'ingressos fiscals per persona era de 15.613 €.

### Activitats econòmiques
Dels 68 establiments que hi havia el 2007, 1 era d'una empresa extractiva, 3 d'empreses alimentàries, 2 d'empreses de fabricació de material elèctric, 1 d'una empresa de fabricació d'elements pel transport, 8 d'empreses de fabricació d'altres productes industrials, 8 d'empreses de construcció, 12 d'empreses de comerç i reparació d'automòbils, 2 d'empreses de transport, 8 d'empreses d'hostatgeria i restauració, 1 d'una empresa d'informació i comunicació, 3 d'empreses financeres, 2 d'empreses immobiliàries, 3 d'empreses de serveis, 7 d'entitats de l'administració pública i 7 d'empreses classificades com a «altres activitats de serveis».
Dels 17 establiments de servei als particulars que hi havia el 2009, 1 era una oficina de correu, 1 una oficina bancària, 1 taller de reparació d'automòbils i de material agrícola, 1 paleta, 2 guixaires pintors, 4 fusteries, 1 lampisteria, 3 perruqueries i 3 restaurants.
Dels 4 establiments comercials que hi havia el 2009, 2 eren botiges de menys de 120 m², 1 una fleca i 1 una carnisseria.
L'any 2000 a Saint-Julien-Molin-Molette hi havia 20 explotacions agrícoles que ocupaven un total de 450 hectàrees.

## Equipaments sanitaris i escolars
L'únic equipament sanitari que hi havia el 2009 era una farmàcia.
El 2009 hi havia una escola elemental.

## Poblacions més properes
El següent diagrama mostra les poblacions més properes.